# Museum der Naturgeschichte der Ägäis
Das Museum der Naturgeschichte der Ägäis (griechisch Μουσείο Φυσικής Ιστορίας Αιγαίου Mousio Fysikis Istorias Egeou) in Mytilinii auf Samos beherbergt neben Fossilien aus der nahe dem Ort gelegenen Fundstätte auch Sammlungen zur Mineralogie, Geologie, Botanik, Zoologie und Volkskunde. Es zieht jährlich mehr als 30.000 Besucher an.

## Geschichte
Die schon seit dem Altertum bekannten Säugetierfossilien aus der Umgebung von Mytilinii wurden 1887 von Charles Immanuel Forsyth Major erstmals systematisch ausgegraben. Weitere Grabungen gab es im ersten Viertel des 20. Jahrhunderts, 1901 durch Eberhard Fraas, 1903 durch Thedoros Skoufos (1864–1938) und 1921–1924 durch Barnum Brown. Die damaligen Funde blieben aber nicht auf der Insel. Erst als Ioannis Melentis (1922–2001), Professor an der Aristoteles-Universität Thessaloniki, 1963 weitere Grabungen durchführte, entstand die Idee, die Fossilien der interessierten Öffentlichkeit auch an ihrem Fundort zugänglich zu machen. Bis 1967 entstand das Paläontologische Museum in Mytilinii.
1992 wurde die Konstantinos-und-Maria-Zimalis-Stiftung geschaffen, die erneute Ausgrabungen durch die Universität von Thessaloniki sowie einen Museumsneubau finanzierte. Zwei Jahre später öffnete am südlichen Ortsrand Mytiliniis das heutige Museum der Naturgeschichte der Ägäis, in das die Sammlung des Paläontologischen Museums integriert wurde, das aber thematisch breiter gefasst ist.

## Das Museum
Das Museumsgebäude enthält auf insgesamt 1600 m², die über drei Etagen verteilt sind, neben den Ausstellungsräumen wissenschaftliche Laboratorien, Büros und eine Bibliothek. Darüber hinaus bietet ein Vortragssaal 100 Personen Platz. Vor dem Museum ist eine von Dimitris Christoyannis geschaffene Statue des antiken griechischen Mathematikers und Astronomen Aristarchos von Samos aufgestellt. Um das Gebäude herum soll in der Zukunft ein botanischer Garten entstehen.
Die ständige Ausstellung ist in mehrere Abteilungen gegliedert:
- Im paläontologischen Saal werden 8 bis 10 Millionen Jahre alte Säugetierfossilien aus dem Tortonium ausgestellt, die in der Umgebung von Mytilinii ausgegraben worden sind. Zu den Fundstücken gehören versteinerte Knochen von ausgestorbenen Nashörnern, Pferden, Mastodonten und Hyänen sowie der Riesengiraffe Samotherium boissieri, die nach der Insel benannt worden ist. Von besonderem Interesse sind auch die Fossilien mehrerer Arten von Hornträgern.
- Die zoologische Abteilung präsentiert vor allem Präparate der auf Samos und im restlichen Griechenland heimischen Vögel und Säugetiere. Eine Vitrine widmet sich aber auch den Tieren Australiens.
- In einem weiteren Saal werden Steine und Mineralien ausgestellt. Die etwa 300 Exponate stammen aus aller Welt.
- Ein Saal ist dem maritimen Leben gewidmet. Zu sehen sind besonders Fische und Schalen von Mollusken. Mit einer Vitrine wird an Nikolas Vartzikos (1932–2005) erinnert, der 1988 als erster griechischer Segler den Atlantik allein überquerte.
- Das Museum beherbergt eine kleine volkskundliche Sammlung aus historischen Zeitungen, Trachten, Alltagsgegenständen usw., von der ein Teil ausgestellt wird, bis ein gesonderter Standort gefunden ist.

Die botanische Sammlung des Museums besteht aus Herbarien mit fast 3000 Einzelstücken, die ihren Ursprung auf Samos oder in der übrigen Ägäis haben.

Die Ausstellungsräume
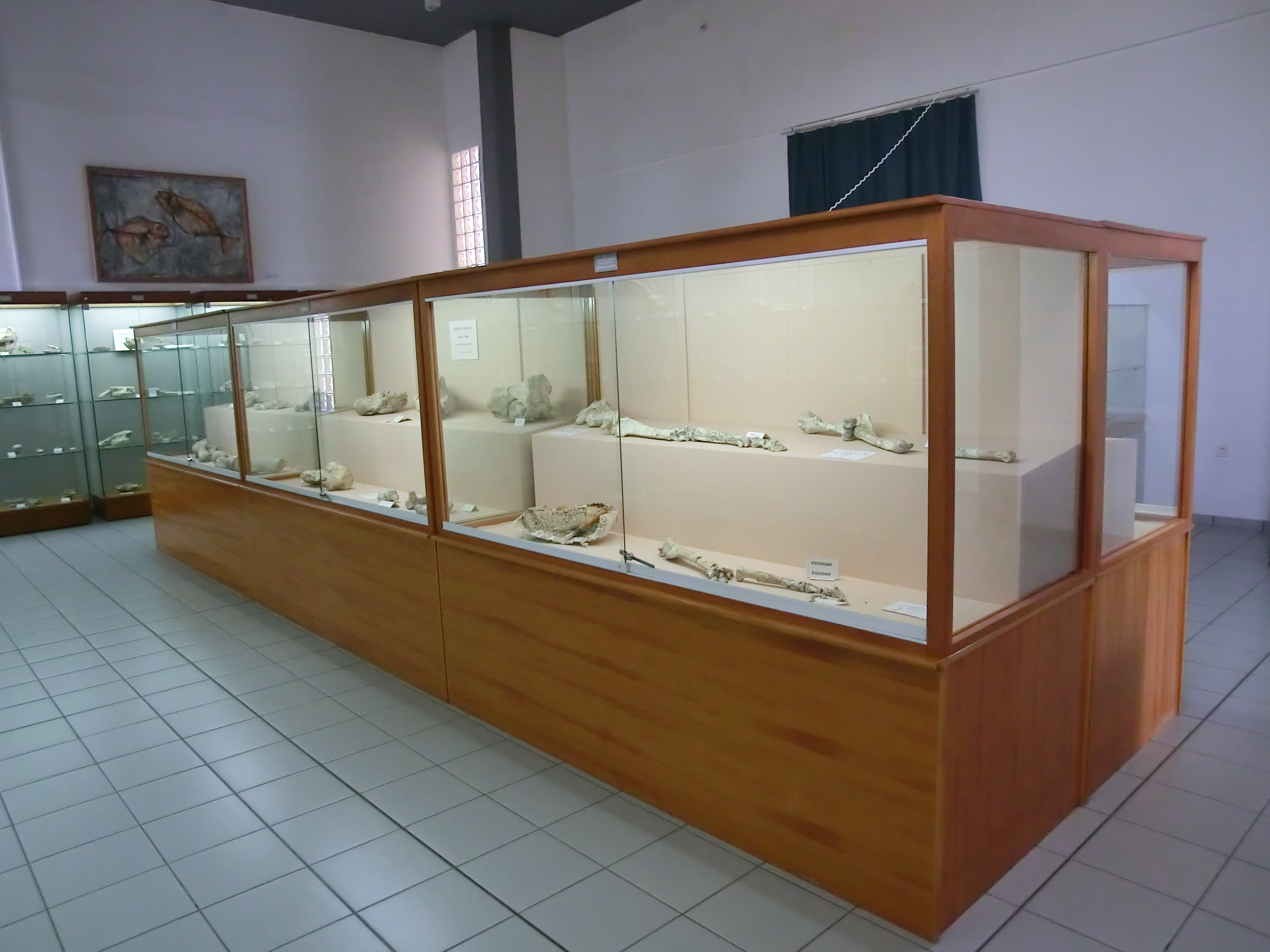
Paläontologische Abteilung
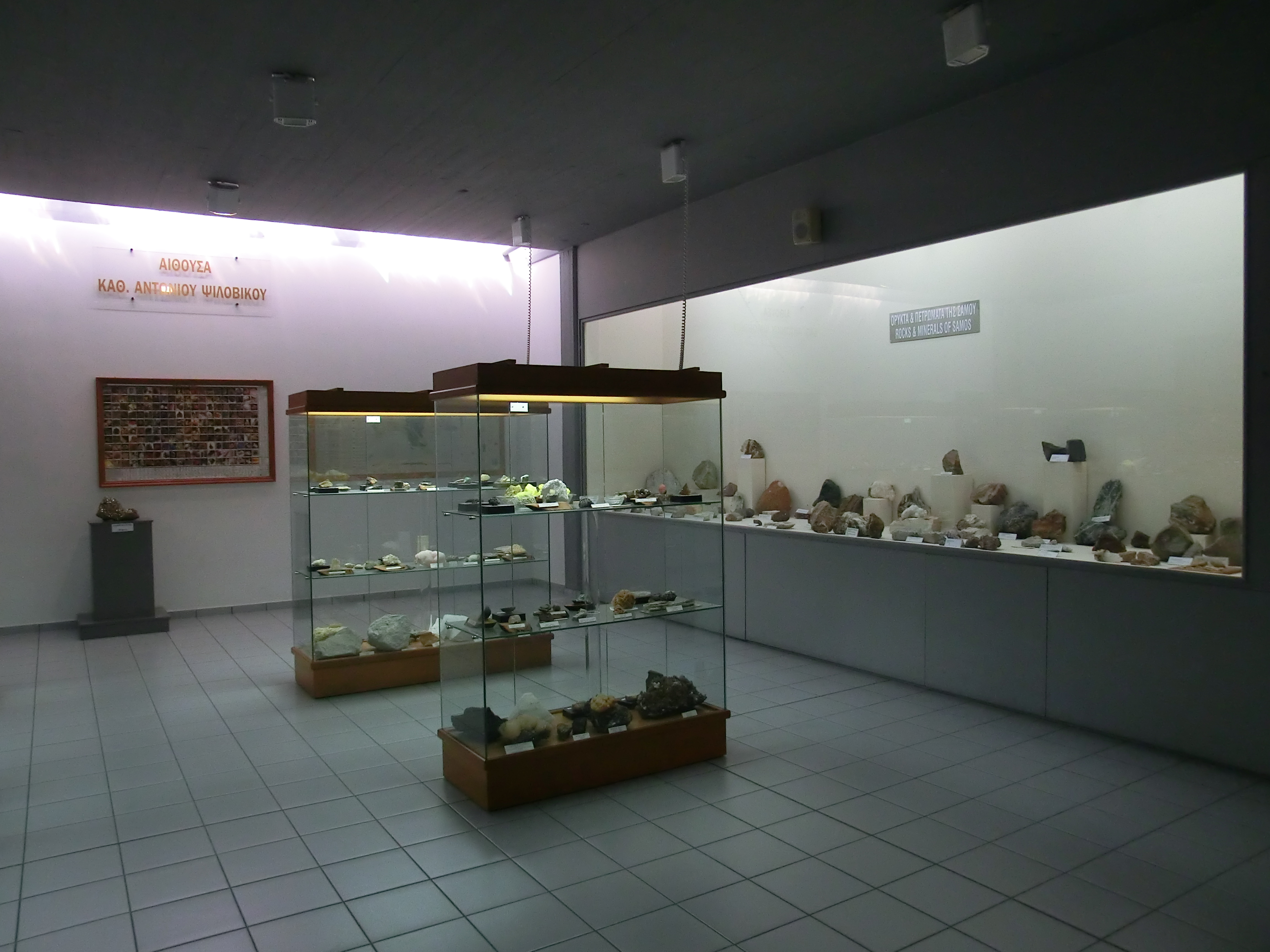
Mineralogische Abteilung
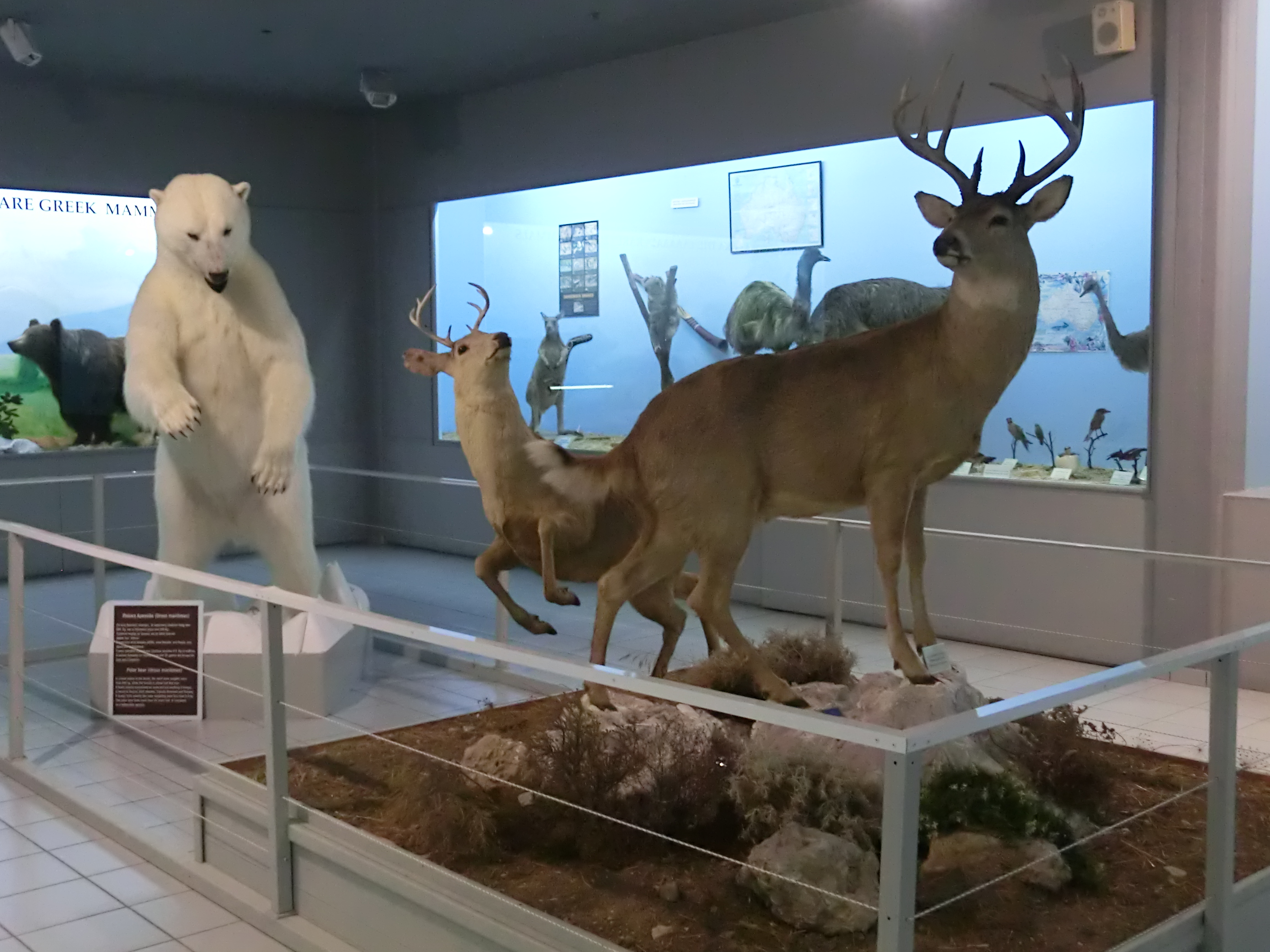
Zoologische Abteilung
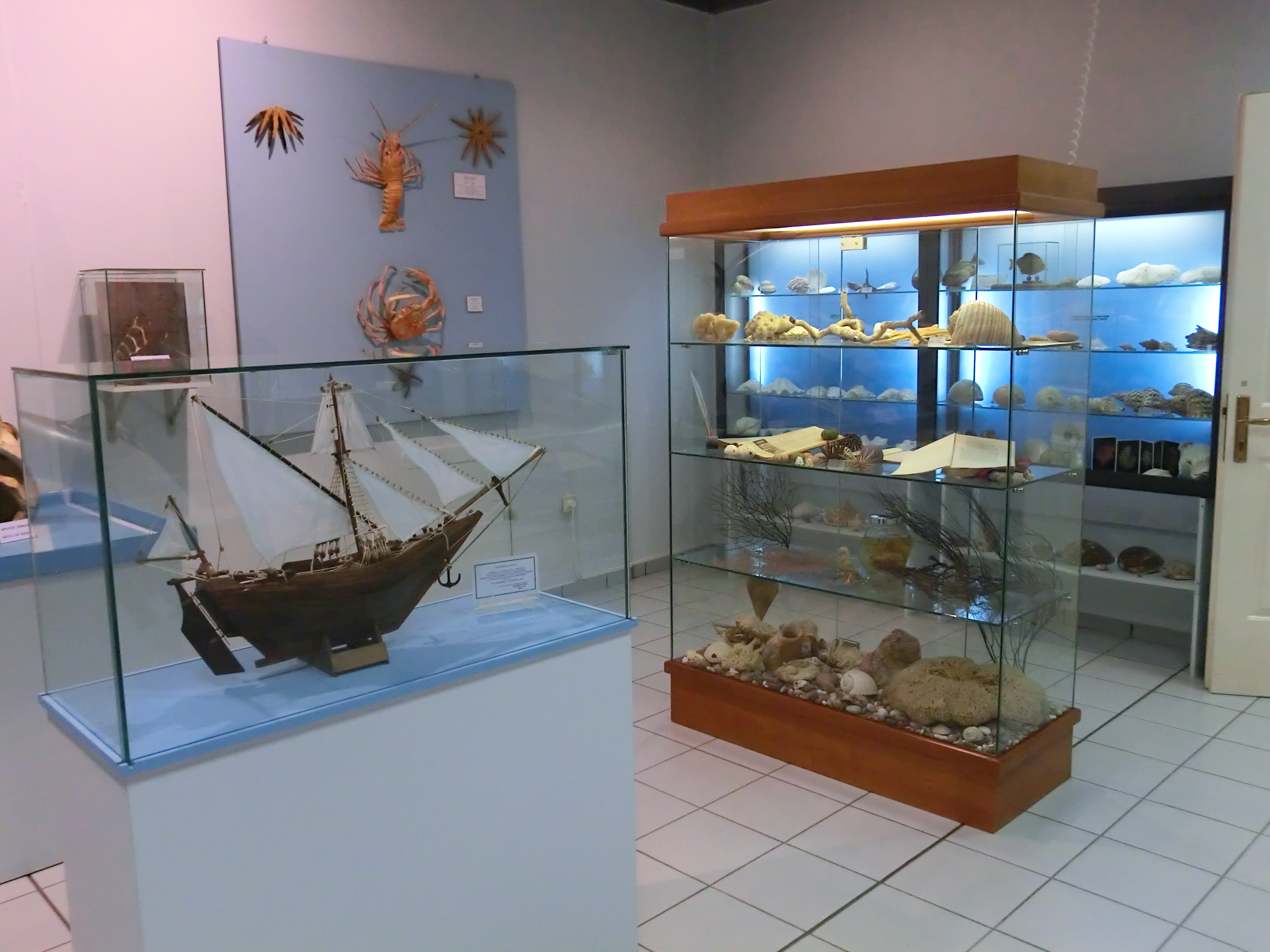
Abteilung Marines Leben
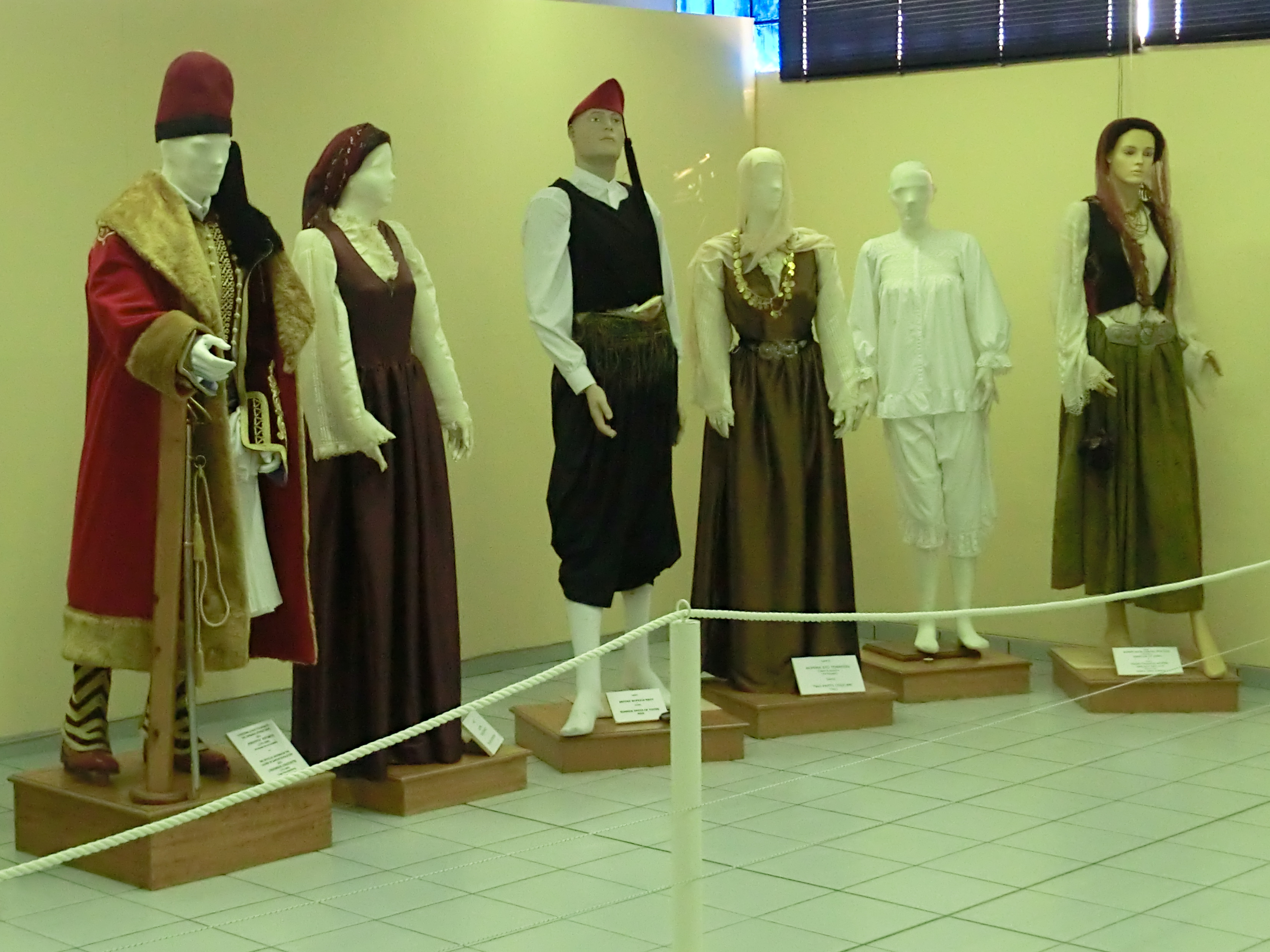
Volkskundeabteilung